# Sheldon Brown
Sheldon Brown (n. 14 iulie 1944, d. 3 februarie 2008), a fost un mecanic de biciclete american. A întreținut un vast sit web cu articole detaliate despre mecanica și întreținearea bicicletelor.

## Date biografice
Sheldon Brown a fost angajat ca "Parts Manager, Webmaster and general Tech Guru" la Harris Cyclery, un magazin de biciclete în West Newton, Massachusetts.

## Boala și moartea
În ultimii ani ai vieții Sheldon a fost lovit de o degenerare a nervilor. După ce din cauza bolii și-a pierdut abilitatea de a se menține în echilibru pe o bicicletă normală, a putut continua să pedaleze folosind o bicicletă orizontală. În august 2007 Sheldon a fost diagnosticat cu scleroză multiplă primară în evoluție. Sheldon a murit la 3 februarie 2008 după un atac de cord.